# Вингер, Юрий
Юрий Вингер (в.-луж. Jurij Winger; 26 июня 1872 года, Хросчицы, Лужица — 27 февраля 1918 года, деревня Луск (Lauske), Лужица, Германия) — католический священник, серболужицкий писатель и переводчик.
Родился в 1872 году в крестьянской семье в серболужицкой деревне Хросчицы (Кроствиц). С 1888 по 1896 года обучался в Лужицкой семинарии и Малостранской гимназии (1888—1893) в Праге. С 1896 по 1903 — священник в Радворе и с 1903 по 1908 года — в деревне Любий. В 1901 году вступил в культурно-просветительскую организацию «Матица сербская». С 1909 по 1911 редактировал литературный журнал «Krajan».
В 1893 году написал историческую повесть «Hronow» и в 1894 году — повесть «Poslědnja primicija na Tuchorju». Занимался переводами со славянских языков, в частности произведений Генриха Сенкевича. В 1901 году издал пьесу «Na wuměnku».